# Leucanopsis calvona
Leucanopsis calvona là một loài bướm đêm thuộc phân họ Arctiinae, họ Erebidae.